# Акроама (античность)
Акроама (др.-греч. Ακρόαμα, Acroāma), или «услаждение слуха» — в античности, у древних греков и римлян то, что услаждало слух: декламация, пение, музыка, а также их исполнители.

## Подробнее
Акроамой называли декламацию, пение, музыку и тому подобные развлечения, особенно во время пира, одним словом — всё то, что доставляло наслаждение слуху; встречалось иногда в соединении с θεώρημα (наслаждение для зрения). Встречается у Ксенофонта.
Этим термином часто у греков и постоянно у римлян называли лиц, доставлявших такие развлечения, то есть чтецов (аногностов), декламаторов, акробатов и фокусников, скоморохов и шутов.